# NBA 플레이오프
NBA 플레이오프(영어: NBA playoffs)는 리그 챔피언을 결정하기 위해 매년 열리는 전미 농구 협회(영어: National Basketball Association) 토너먼트이다. 4라운드로 진행되는 7전4선승제 토너먼트는 리그 정규시즌과 포스트시즌 예선 토너먼트인 NBA 플레이인 토너먼트 이후에 개최된다. 두 컨퍼런스에서 각각 6개 팀이 정규 시즌 승률에 따라 자동으로 플레이오프에 진출하고, 각 컨퍼런스에서 7~10위를 차지한 팀은 NBA 플레이-인 토너먼트(영어: NBA Play-in tournament)에서 경쟁하여 최종 2개의 플레이오프 시드를 결정한다.

## 역사
전미 농구 협회(영어: National Basketball Association)는 1949년 아메리카 농구 협회(영어: Basketball Association of America)와 전미 농구 리그(영어: National Basketball League)의 합병으로 설립되었지만 3개의 BAA 시즌을 자체 역사의 일부로 인정한다. 3년 동안 BAA 챔피언은 7전 3선승제 시리즈에서 마침내 결정되었지만 처음 두 토너먼트인 1947년과 1948년 BAA 플레이오프는 21세기 NBA 플레이오프가 거의 일치했던 세 번째 토너먼트와는 상당히 달랐다. 1947년과 1948년에는 이스턴 디비전과 웨스턴 디비전 챔피언이 정규 시즌에 이어 7전 2선승제 시리즈로 맞붙었고, 우승팀이 챔피언십 라운드에 진출했다. 한편, 4명의 준우승자는 다른 결승 진출자를 결정하기 위해 3전 2선승제 시리즈를 치렀다. 2위 팀 2개가 하나의 짧은 시리즈에서 대결되었고, 3위 팀 2명이 다른 시리즈에서 대결되었다. 그 두 시리즈의 승자는 또 다른 시리즈를 플레이했다. 1947년 필라델피아 워리어스는 준우승을 차지했고 웨스턴 디비전 챔피언 시카고 스태그스를 4 대 1로 이겼다. NBA는 이를 첫 번째 챔피언십으로 인정했다. 1948년 볼티모어는 준우승을 차지했고 결승전에서 이스턴 디비전 챔피언 필라델피아를 이겼다. 두 토너먼트 모두 이스턴 디비전에서 한 명, 웨스턴 디비전에서 한 명을 결선 진출자로 배출했지만 이는 우연이었다.
1949년 세 번째이자 마지막 BAA 토너먼트에서는 동부 팀만, 서부 팀만 대결하여 결승전에서 만날 동부 및 서부 플레이오프 챔피언이 반드시 탄생했다. 동시에 각 디비전의 플레이오프 팀 수가 3개에서 4개로 늘어났다. 3전 2선승제 시리즈 2라운드가 진행된 후 7전 2선승제 챔피언십이 이어졌다. 주요 아이디어는 NBA에 의해 유지되었다. 1950년 토너먼트에서도 2개 디비전이 아닌 3개 디비전으로 구성된 과도기 시즌 이후 처음에는 각 디비전에서 플레이오프 챔피언 1명을 결정했다. 센트럴 디비전 챔피언 미니애폴리스 레이커스는 웨스턴 디비전의 앤더슨을 3전승으로 꺾고 이스턴 디비전의 시러큐스를 유휴 상태로 만든 뒤 6경기 만에 시러큐스 내셔널스를 물리치고 NBA 이름을 딴 최초의 리그 챔피언이 되었다.
1951년부터 1953년까지의 플레이오프는 디비전 결승전을 5전 3선승제 플레이오프로 바꾸었다. 1953~1954년에 리그 멤버가 9명뿐이었기 때문에 NBA는 포스트시즌 토너먼트 필드를 8개 팀에서 6개 팀으로 줄였다(1954년부터 1966년까지, 리그 멤버는 8명에서 9명까지였다). 라운드 로빈은 NBA 역사상 유일하게 1954년에 치러졌다. 즉, 각 디비전의 3개 플레이오프 팀이 3팀으로 구성된 라운드 로빈이었다. 1955년부터 1966년까지 각 부문의 1위 팀은 한가한 시간을 보냈고 준우승자 2팀은 3전 2선승제의 경기를 펼쳤다. 1958년 디비전 결승전은 7전 3선승제로 확대되었고, 1961년에는 디비전 준결승전이 5전 3선승제로 확대되었다.
1966~1967 시즌에 다시 10명의 리그 회원이 참여하면서 8개 팀이 다시 토너먼트에 참가하여 간단한 3라운드 녹아웃(8팀 대진표)을 거쳤다. 1년 후, 디비전 준결승전은 7전 2선승제 플레이오프로 변경되었다. 그런 다음 1975년과 1977년에 각각 5번째와 6번째 팀이 각 디비전에 추가되어 3전 2선승제 시리즈의 첫 번째 라운드가 추가로 필요했다.
마침내 1984년에 토너먼트는 현재의 16개 팀, 4라운드 녹아웃으로 확장되었으며, 현재 완성된 1라운드 시리즈 세트는 5전승제로 확장되었다. 2003년에는 1라운드도 7전 2선승제로 변경되었다.
2004년 시즌을 시작으로 30번째 NBA 프랜차이즈인 샬럿 밥캐츠가 추가되면서 NBA는 디비전을 재편성했다. 그 결과, 각 컨퍼런스는 5개 팀으로 구성된 3개 디비전으로 구성되었으며, 각 디비전의 승자에게는 상위 3위 플레이오프 시드가 보장되었다. 이는 2005~2006 시즌 이후 약간 변경되었다. 디비전 우승자는 여전히 자동 플레이오프 진출권을 받지만 아래 설명된 대로 상위 4위 시드가 보장된다.
|  | 1라운드 7전 4선승제 | 1라운드 7전 4선승제 | 1라운드 7전 4선승제 |  |  | 콘퍼런스 세미파이널 7전 4선승제 | 콘퍼런스 세미파이널 7전 4선승제 | 콘퍼런스 세미파이널 7전 4선승제 |  |  | 콘퍼런스 파이널 7전 4선승제 | 콘퍼런스 파이널 7전 4선승제 | 콘퍼런스 파이널 7전 4선승제 |  |  | NBA 파이널 7전 4선승제 | NBA 파이널 7전 4선승제 | NBA 파이널 7전 4선승제 |  |
|  |                     |                     |                     |  |  |                                 |                                 |                                 |  |  |                             |                             |                             |  |  |                        |                        |                        |  |
|  | E1                  |                     |                     |  |  |                                 |                                 |                                 |  |  |                             |                             |                             |  |  |                        |                        |                        |  |
|  |                     |                     |                     |  |  |                                 |                                 |                                 |  |  |                             |                             |                             |  |  |                        |                        |                        |  |
|  | E8                  |                     |                     |  |  |                                 |                                 |                                 |  |  |                             |                             |                             |  |  |                        |                        |                        |  |
|  |                     |                     |                     |  |  |                                 |                                 |                                 |  |  |                             |                             |                             |  |  |                        |                        |                        |  |
|  |                     |                     |                     |  |  |                                 |                                 |                                 |  |  |                             |                             |                             |  |  |                        |                        |                        |  |
|  |                     |                     |                     |  |  |                                 |                                 |                                 |  |  |                             |                             |                             |  |  |                        |                        |                        |  |
|  | E5                  |                     |                     |  |  |                                 |                                 |                                 |  |  |                             |                             |                             |  |  |                        |                        |                        |  |
|  |                     |                     |                     |  |  |                                 |                                 |                                 |  |  |                             |                             |                             |  |  |                        |                        |                        |  |
|  | E4                  |                     |                     |  |  |                                 |                                 |                                 |  |  |                             |                             |                             |  |  |                        |                        |                        |  |
|  |                     |                     |                     |  |  |                                 |                                 |                                 |  |  |                             |                             |                             |  |  |                        |                        |                        |  |
|  |                     |                     |                     |  |  |                                 |                                 |                                 |  |  |                             |                             |                             |  |  |                        |                        |                        |  |
|  |                     |                     |                     |  |  |                                 |                                 |                                 |  |  |                             |                             |                             |  |  |                        |                        |                        |  |
|  | E2                  |                     |                     |  |  |                                 |                                 |                                 |  |  |                             |                             |                             |  |  |                        |                        |                        |  |
|  |                     |                     |                     |  |  |                                 |                                 |                                 |  |  |                             |                             |                             |  |  |                        |                        |                        |  |
|  | E7                  |                     |                     |  |  |                                 |                                 |                                 |  |  |                             |                             |                             |  |  |                        |                        |                        |  |
|  |                     |                     |                     |  |  |                                 |                                 |                                 |  |  |                             |                             |                             |  |  |                        |                        |                        |  |
|  |                     |                     |                     |  |  |                                 |                                 |                                 |  |  |                             |                             |                             |  |  |                        |                        |                        |  |
|  |                     |                     |                     |  |  |                                 |                                 |                                 |  |  |                             |                             |                             |  |  |                        |                        |                        |  |
|  | E3                  |                     |                     |  |  |                                 |                                 |                                 |  |  |                             |                             |                             |  |  |                        |                        |                        |  |
|  |                     |                     |                     |  |  |                                 |                                 |                                 |  |  |                             |                             |                             |  |  |                        |                        |                        |  |
|  | E6                  |                     |                     |  |  |                                 |                                 |                                 |  |  |                             |                             |                             |  |  |                        |                        |                        |  |
|  |                     |                     |                     |  |  |                                 |                                 |                                 |  |  |                             |                             |                             |  |  |                        |                        |                        |  |
|  |                     |                     |                     |  |  |                                 |                                 |                                 |  |  |                             |                             |                             |  |  |                        |                        |                        |  |
|  |                     |                     |                     |  |  |                                 |                                 |                                 |  |  |                             |                             |                             |  |  |                        |                        |                        |  |
|  | W1                  |                     |                     |  |  |                                 |                                 |                                 |  |  |                             |                             |                             |  |  |                        |                        |                        |  |
|  |                     |                     |                     |  |  |                                 |                                 |                                 |  |  |                             |                             |                             |  |  |                        |                        |                        |  |
|  | W8                  |                     |                     |  |  |                                 |                                 |                                 |  |  |                             |                             |                             |  |  |                        |                        |                        |  |
|  |                     |                     |                     |  |  |                                 |                                 |                                 |  |  |                             |                             |                             |  |  |                        |                        |                        |  |
|  |                     |                     |                     |  |  |                                 |                                 |                                 |  |  |                             |                             |                             |  |  |                        |                        |                        |  |
|  |                     |                     |                     |  |  |                                 |                                 |                                 |  |  |                             |                             |                             |  |  |                        |                        |                        |  |
|  | W5                  |                     |                     |  |  |                                 |                                 |                                 |  |  |                             |                             |                             |  |  |                        |                        |                        |  |
|  |                     |                     |                     |  |  |                                 |                                 |                                 |  |  |                             |                             |                             |  |  |                        |                        |                        |  |
|  | W4                  |                     |                     |  |  |                                 |                                 |                                 |  |  |                             |                             |                             |  |  |                        |                        |                        |  |
|  |                     |                     |                     |  |  |                                 |                                 |                                 |  |  |                             |                             |                             |  |  |                        |                        |                        |  |
|  |                     |                     |                     |  |  |                                 |                                 |                                 |  |  |                             |                             |                             |  |  |                        |                        |                        |  |
|  |                     |                     |                     |  |  |                                 |                                 |                                 |  |  |                             |                             |                             |  |  |                        |                        |                        |  |
|  | W2                  |                     |                     |  |  |                                 |                                 |                                 |  |  |                             |                             |                             |  |  |                        |                        |                        |  |
|  |                     |                     |                     |  |  |                                 |                                 |                                 |  |  |                             |                             |                             |  |  |                        |                        |                        |  |
|  | W7                  |                     |                     |  |  |                                 |                                 |                                 |  |  |                             |                             |                             |  |  |                        |                        |                        |  |
|  |                     |                     |                     |  |  |                                 |                                 |                                 |  |  |                             |                             |                             |  |  |                        |                        |                        |  |
|  |                     |                     |                     |  |  |                                 |                                 |                                 |  |  |                             |                             |                             |  |  |                        |                        |                        |  |
|  |                     |                     |                     |  |  |                                 |                                 |                                 |  |  |                             |                             |                             |  |  |                        |                        |                        |  |
|  | W3                  |                     |                     |  |  |                                 |                                 |                                 |  |  |                             |                             |                             |  |  |                        |                        |                        |  |
|  |                     |                     |                     |  |  |                                 |                                 |                                 |  |  |                             |                             |                             |  |  |                        |                        |                        |  |
|  | W6                  |                     |                     |  |  |                                 |                                 |                                 |  |  |                             |                             |                             |  |  |                        |                        |                        |  |

## 같이 보기
- 동부 콘퍼런스
- 서부 콘퍼런스
- NBA 파이널
- NBA 플레이-인 토너먼트
- NBA G 리그
- NBA G 리그 파이널